# St. Peter und Paul (Raszków)

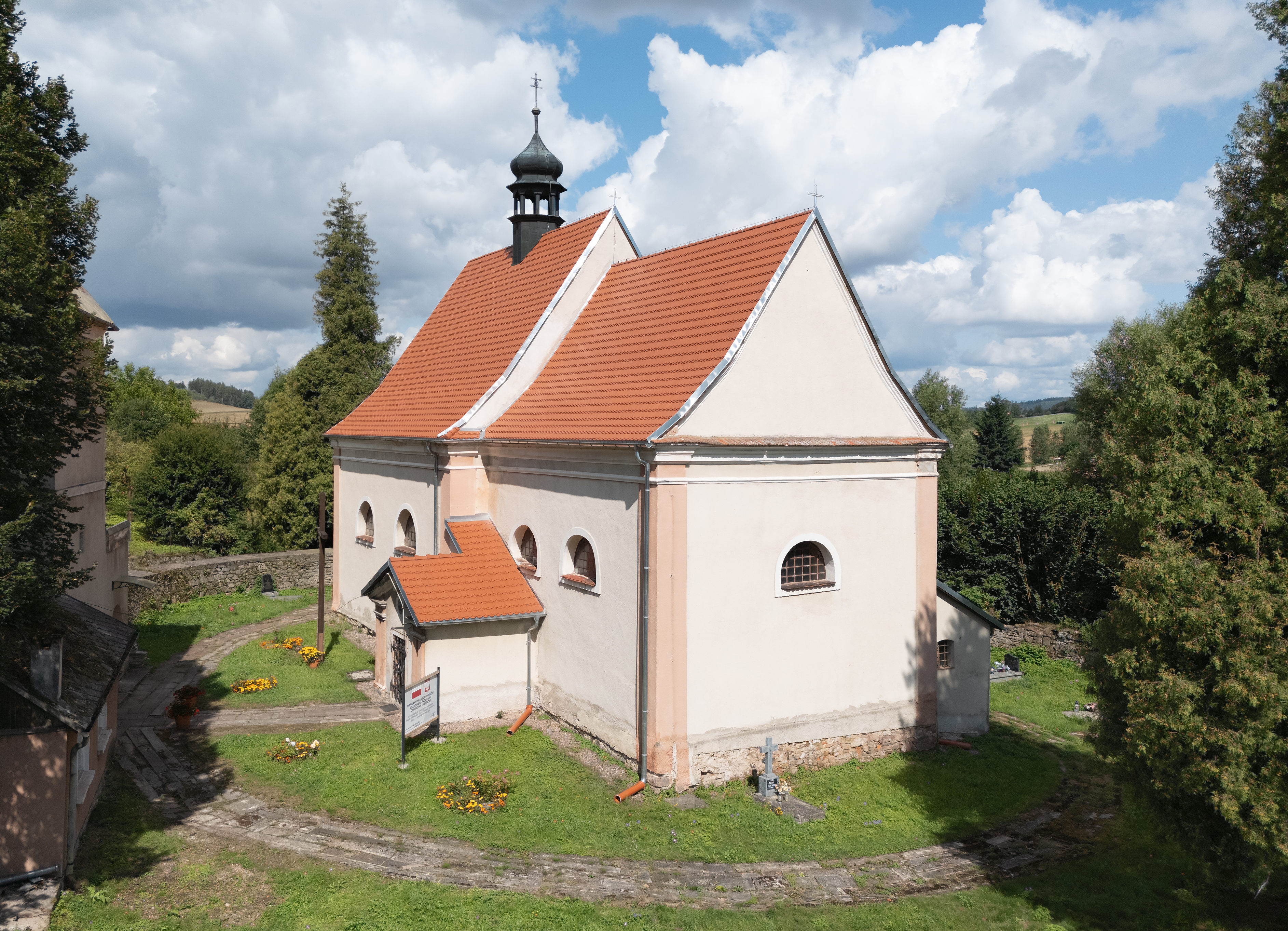
St. Peter und Paul Seifersdorf

St. Peter und Paul ist die römisch-katholische Pfarrkirche in Raszków (deutsch Seifersdorf).

## Geschichte
Für 1384 ist Seifersdorf als Pfarrei mit der Kirche St. Peter und Paul verzeichnet, später war diese zunächst Filialkirche von Mittelsteine, dan kam Seifersdorf zur Pfarrei Niedersteine. Der erste Kirchenbau stammte aus dem 14. Jahrhundert. Er wurde am 27. Juni 1668 durch einen Blitzschlag zerstört und 1690 im Barockstil neu errichtet. Letzter deutscher Pfarrer war Ernst Kuschel.

## Bauwerk
Der steinerne Putzbau ist geostet. Das kurze Kirchenschiff hat einen quadratischen Grundriss, der gerade geschlossene Chor ist abgetrennt. Die Westseite des Schiffs ist durch einen dreieckigen Giebel gekrönt. Die Fassaden von Chor und Kirchenschiff sind einheitlich gestaltet. An den Ecken werden sie von Lisenen abgeschlossen. Auf dem steilen Dach befindet sich ein Dachreiter. Eine langgestreckte Sakristei mit ungegliederten Fassaden und ein südwestlicher Vorbau schließen sich an  den Chor an. Eine zweite Vorhalle befindet sich nordwestlich. Der Kirchhof ist von einer Mauer mit mächtigem Torturm eingefasst.

## Inneres
Im Inneren sind Chor und Schiff mit einem Tonnengewölbe mit Lünetten bedeckt, das mit polychromen Bänderungen verziert ist. 